# アイタリデース
アイタリデース（古希: Αἰθαλίδης, Aithalidēs）は、ギリシア神話の人物である。長母音を省略してアイタリデスとも表記される。ミュルミドーンの娘エウポレメイアとヘルメースの子。テッサリアー地方の都市ラーリッサの出身。アルゴナウタイの1人で、伝令使の役を務めた。
母エウポメレイアはプティーアの出身で、アンプリュッソス河畔でアイタリデースを生んだ。
アイタリデースは父ヘルメースから、死後も消えない記憶力を授かったといわれる。このおかげでアイタリデースは生前から記憶力に優れ、生まれ変わった後もその記憶を持ち続けた。しかしそれだけでなく死後に経験したことや、生まれ変わったときのことも覚えていて、トローイア人のエウポルボスに転生したときに、そのことを人々に話した。さらにその後もヘルモティモス、ピュロスを経て、ピュータゴラースに転生したという。